# High-throughput screening

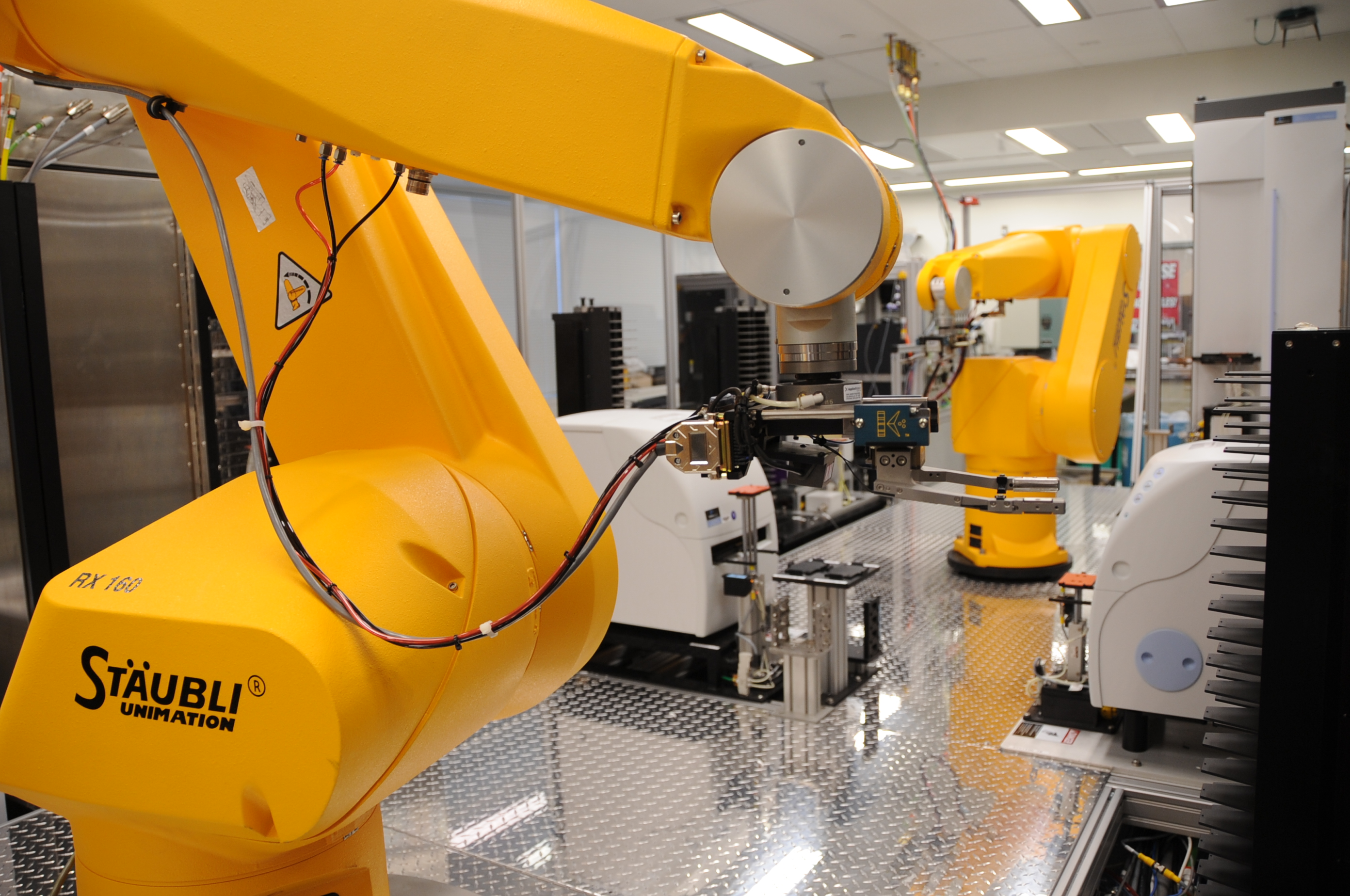
High-throughput screening v praxi: robotické rameno vytahuje destičku s testovanými vzorky z inkubátoru a umisťuje ji do dalšího přístroje.

High-throughput screening (HTS) je vědecká metoda, která je nejčastěji užívaná v procesu objevování léčiv, ale také v jiných oborech jako je materiálová věda či chemie. Za pomoci robotiky, softwaru pro zpracování dat a citlivých detektorů je možné rychle provádět miliony chemických, genetických a farmakologických testů. Tímto procesem tak lze rychle identifikovat aktivní sloučeniny, protilátky nebo geny, které modulují biomolekulární cestu. Výsledky těchto experimentů poskytují výchozí body pro návrh léčiva a pro pochopení aktivního místa v cíli léčiva.
Prakticky se jedná o robotizovanou automatizovanou pracovní jednotku, která dokáže provádět rutinní chemické, biologické či genetické testy v nepřetržitém provozu. Pomocí robotického ramena dokáže automaticky pracovat s vodnými roztoky či s roztoky DMSO. Zároveň disponuje mnoha senzory. Vše je propojené počítačovou jednotkou, ve které jsou testy zadávány, rozvrženy, vyhodnocovány a výsledky zpracovány. Především na poli medicinální chemie a molekulární biologie tedy tato metoda dramaticky urychluje získávání experimentálních výsledků.

## Základní princip

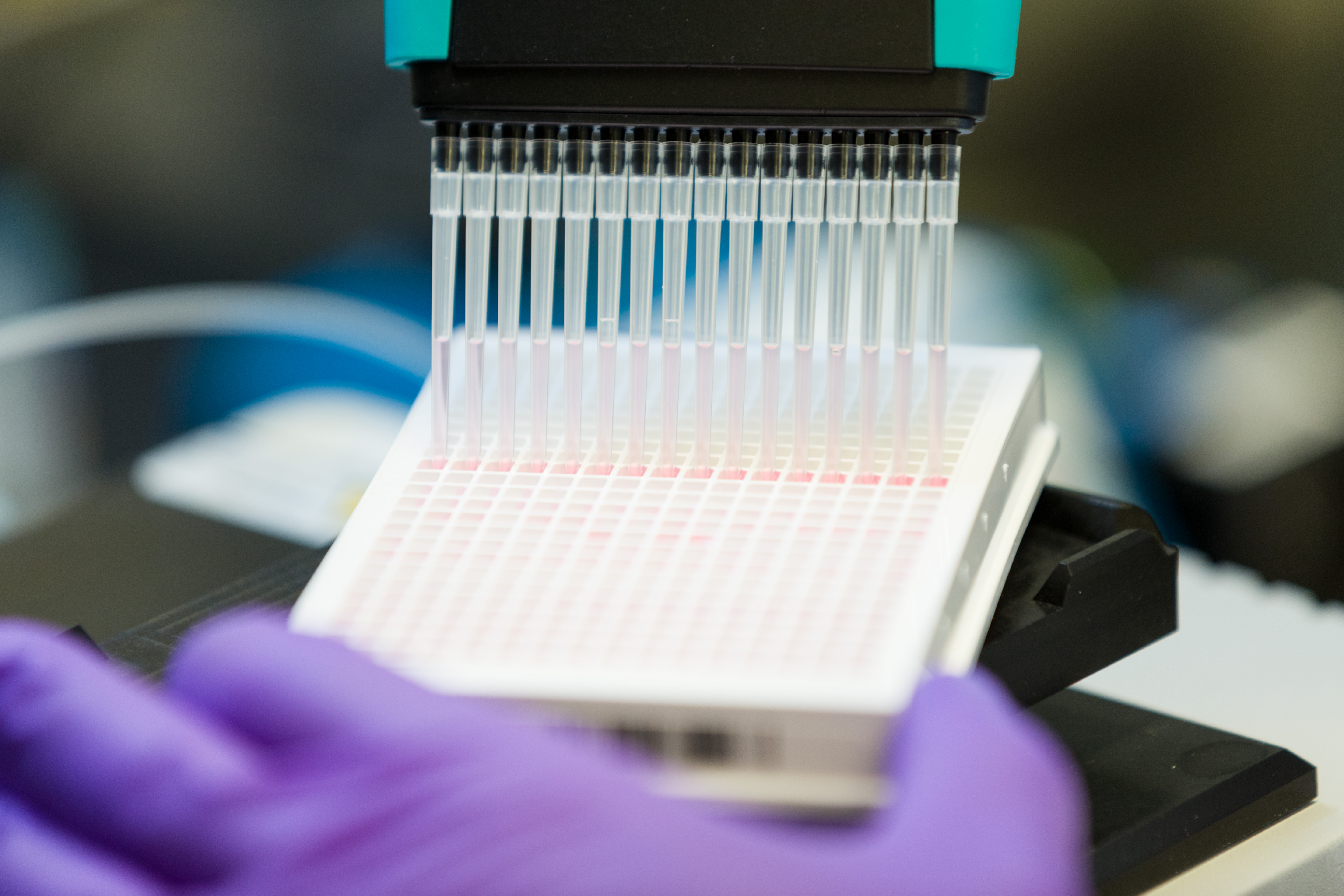
384jamková mikrotitrační destička.

Ústředním laboratorním načiním pro HTS je mikrotitrační destička, což je malá destička, obvykle na jedno použití a vyrobená z plastu, která je vybavena mřížkou malých otevřených jamek. Obecně mají mikrotitrační destičky pro HTS buď 96, 192, 384, 1536, 3456 nebo 6144 jamek; tedy násobky „96“, což odráží původní 96jamkovou mikrodestičku s jamkami rozmístěnými po 8 x 12 jamkách s roztečí 9 mm. Většina jamek obsahuje testované vzorky v závislosti na povaze experimentu. Mohou to být různé chemické sloučeniny rozpuštěné např. ve vodném roztoku dimethylsulfoxidu (DMSO). V jiném provedení mohou jamky také obsahovat buňky nebo enzymy určitého typu. Ostatní jamky mohou být prázdné nebo (častěji) fungují jako kontrolní vzorky (obsahují buď čisté rozpouštědlo anebo neošetřené vzorky)

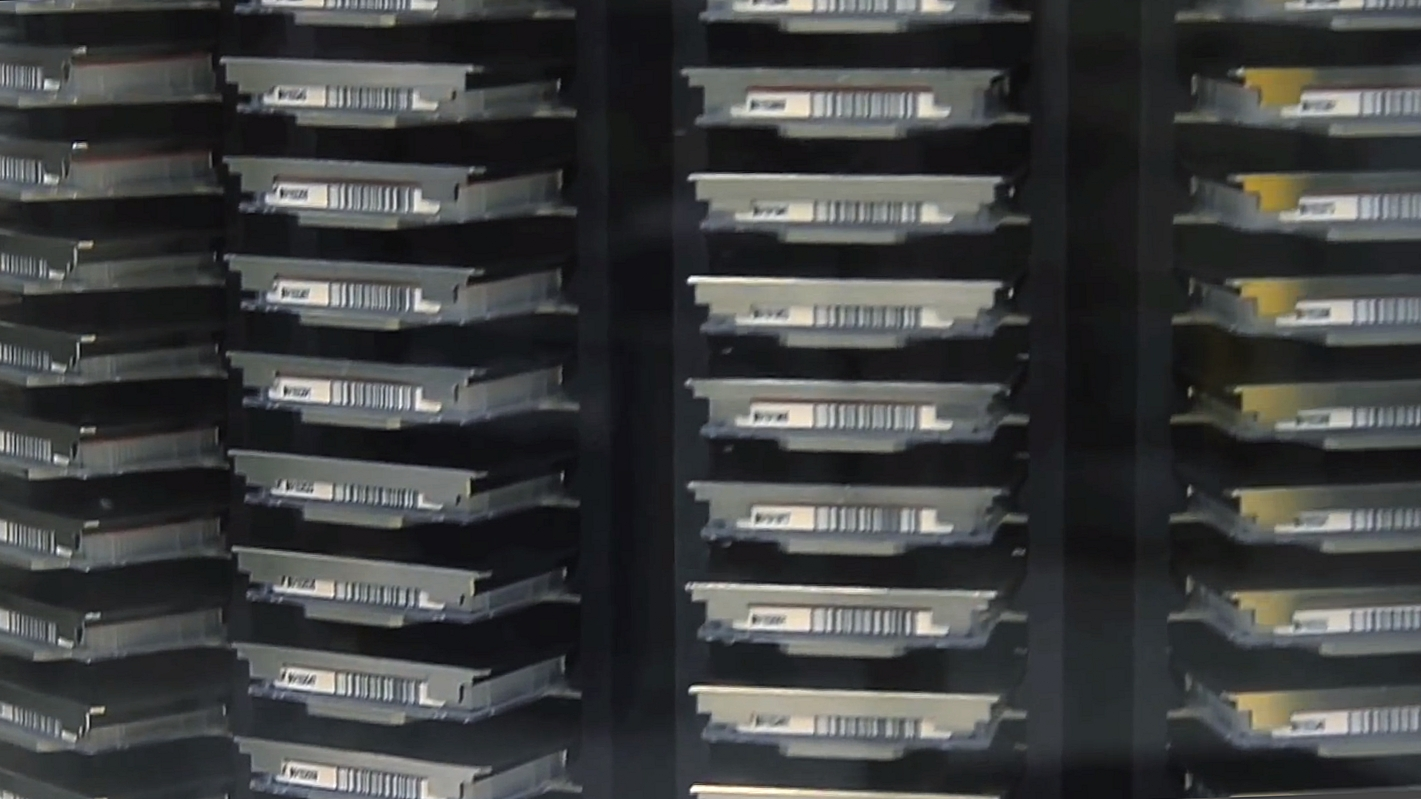
Karuselový systém slouží pro uložení testovacích (a testovaných) destiček během procesu high-throughput screeningu.

Screeningové pracoviště má obvykle celou knihovnu destiček se zdrojovými roztoky sloučenin („stock plates“), jejichž obsah je pečlivě katalogizován a z nichž každá může být vytvořena laboratoří nebo získána z komerčního zdroje. Tyto zásobní destičky se přímo nepoužívají v experimentech; místo toho se podle potřeby vytvářejí samostatné destičky pro užití v daném experimentu („assay plates“). Tyto testovací destičky („assay plates“) jsou jednoduše kopií zásobních destiček („stock plates“), které se vytvoří pipetováním malého množství kapaliny (často měřeného v nanolitrech) z jamek zásobní destičky do odpovídajících jamek zcela prázdné destičky. Tento přístup předchází možné kontaminaci či zničení zásobních (vzácných a drahých) roztoků sloučenin z dané chemické knihovny.

## Systémy automatizace
Automatizace je základním prvkem užitečnosti HTS. Obvykle se jedná o integrovaný robotický systém sestávající z jednoho nebo více robotů, který přepravuje testovací mikrodestičky od stanice ke stanici pro přidávání vzorků a činidel, míchání, inkubaci a nakonec odečítání signálu nebo jiné detekci.
Systém HTS může obvykle připravovat, inkubovat a analyzovat mnoho destiček současně, což dále urychluje proces sběru dat. V současné době existují HTS roboty, které mohou testovat až 100 000 sloučenin denně. Automatické sběrače kolonií sbírají tisíce mikrobiálních kolonií pro vysokokapacitní genetický screening. Termín uHTS („ultra-high-throughput screening“ označuje (cca 2008) screening přesahující 100 000 sloučenin denně.

## Design experimentů v HTS a analýza získaných dat
Díky schopnosti rychlého screeningu různých sloučenin (jako jsou malé molekuly nebo siRNA) identifikovat aktivní sloučeniny vedla HTS v posledních letech k explozi v množství generovaných dat. V důsledku toho je jednou z největších výzev v experimentech HTS získání „biochemického významu“ z množství dat, což závisí na vývoji a přijetí vhodných experimentálních návrhů a analytických metod pro kontrolu kvality i výběr hitů.

### Sledování reakce
Při přípravě na daný test se naplní každá jamka destičky učitou biologickou entitou, na které se provádí experiment, například proteinem, buňkami nebo zvířecím embryem. Po uplynutí určité doby inkubace, která umožní biologické látce absorbovat, navázat se nebo jinak reagovat (či nereagovat) se sloučeninami v jamkách, se provede měření ve všech jamkách destičky, a to buď ručně, nebo pomocí přístroje. Ruční měření jsou často nutná, pokud výzkumník pomocí mikroskopie hledá (například) změny nebo defekty ve vývoji embrya způsobené sloučeninami v jamkách a hledá účinky, které by počítač sám o sobě nemohl snadno určit. V opačném případě může specializovaný automatický analytický stroj provádět na jamkách řadu experimentů (např. měřit fluorescenci, absorpci, odrazivost atd.). V tomto případě stroj vypíše výsledek každého experimentu jako mřížku číselných hodnot, přičemž každé číslo odpovídá hodnotě získané z jedné jamky. Vysokokapacitní analytický stroj může takto během několika minut změřit desítky destiček a velmi rychle vygenerovat tisíce experimentálních datových bodů.
V závislosti na výsledcích této první analýzy se většinou provádí následná analýza v rámci stejného screenu tak, že se do dalšího kola screenu „vyselektují“ pouze látky (potenciální „hity“), které poskytly zajímavé výsledky („cherrypicking“). Tyto látky se přenesou do nových mikrotitračních destiček a poté znovu spustí experiment, aby shromáždil další údaje na tomto zúženém souboru a potvrdil a upřesnil pozorování.

### Kontrola kvality
Vysoce kvalitní testy HTS jsou při experimentech HTS zásadní. Vývoj vysoce kvalitních HTS testů vyžaduje integraci experimentálních i výpočetních přístupů pro kontrolu kvality (QC). Třemi důležitými prostředky kontroly kvality jsou (i) dobrý návrh experimentu na destičce, (ii) výběr účinných pozitivních a negativních chemických/biologických kontrol a (iii) vývoj účinných metrik kontroly kvality k měření stupně diferenciace, aby bylo možné identifikovat testy s horší kvalitou údajů. Dobrý návrh experimentu na destičce pomáhá identifikovat systematické chyby (zejména ty, které souvisejí s polohou jamek) a určit, jaká normalizace by měla být použita k odstranění/snížení dopadu systematických chyb na kontrolu kvality i výběr „hitů“.
Účinné analytické metody kontroly kvality slouží jako strážci dobré kvality testů. V typickém HTS experimentu je ukazatelem dobré kvality jasné rozlišení mezi pozitivní kontrolou a negativní referencí (např. negativní kontrolou). K měření stupně rozlišení mezi pozitivní kontrolou a negativní referencí bylo navrženo mnoho parametrů pro hodnocení kvality. Pro hodnocení kvality dat byly přijaty poměry signál/pozadí, poměr signál/šum, signální okno, poměr variability testu a Z-faktor. Nedávno byl pro hodnocení kvality dat v testech HTS navržen přísně standardizovaný průměrný rozdíl (SSMD).

### Výběr úspěšných látek („hitů“)
Sloučenina s požadovaným účinkem vůči svému cíli v rámci HTS se (v češtině slangově) nazývá „hit“. Analytické metody pro výběr hitů ve screenech bez replikátů (obvykle v primárních screenech) se liší od metod s replikáty (obvykle v konfirmačních screenech). Například metoda Z-skóre je vhodná pro screeny bez replikátů, zatímco t-statistika je vhodná pro screeny s replikáty. Výpočet SSMD pro screeny bez replikátů se také liší od výpočtu pro screeny s replikáty.
Pro výběr hitů v primárních screenech bez replikátů se používá několik snadno interpretovatelných parametrů: průměrná násobná změna, průměrný rozdíl, procento inhibice a procento aktivity; avšak tyto nevystihují účinně variabilitu dat. Tento problém řeší parametry jako Z-skóre nebo SSMD, která dokáže zachytit variabilitu dat na základě předpokladu, že každá sloučenina má stejnou variabilitu jako negativní reference ve screenech. V experimentech HTS jsou však běžné i odlehlé hodnoty a metody, jako je Z-skóre, jsou na odlehlé hodnoty citlivé a mohou tak být problematické. V důsledku toho byly pro výběr hitů navrženy a přijaty robustní metody, jako je metoda Z*-skóre, SSMD*, či metoda B-skóre a metoda založená na kvantilech.
Ve screeningu s replikáty můžeme přímo odhadnout variabilitu pro každou sloučeninu; v důsledku toho se dá použít SSMD nebo t-statistika, které se nespoléhají na silný předpoklad, na němž spočívají Z-skóre a Z*-skóre. Jedním z problémů při použití t-statistiky a souvisejících p-hodnot je, že jsou ovlivněny jak velikostí vzorku, tak velikostí účinku. Tyto metody ocházejí z testování na neexistenci průměrného rozdílu, a nejsou tedy určeny k měření velikosti účinků sloučenin. Pro výběr shody je hlavním zájmem velikost účinku u testované sloučeniny. SSMD přímo hodnotí velikost účinků. Bylo také prokázáno, že SSMD je lepší než jiné běžně používané velikosti účinků . Populační hodnota SSMD je srovnatelná napříč experimenty, a proto můžeme použít stejnou mezní hodnotu pro populační hodnotu SSMD k měření velikosti účinků sloučeniny.

## Využití HTS v akademickém prostředí pro biomedicínský výzkum
HTS je relativně nedávná inovace, která se stala proveditelnou především díky modernímu pokroku v oblasti robotiky a vysokorychlostní počítačové technologie. Pro provozování HTS je stále zapotřebí vysoce specializovaná a nákladná screeningová laboratoř, takže v mnoha případech malá až středně velká výzkumná instituce raději využije služeb stávajícího HTS zařízení, než aby si ho sama zřídila.
Na akademické půdě je patrný trend, kdy se samotné univerzity stávají místem pro objevování léčiv. Tato zařízení, která se obvykle nacházejí pouze v průmyslu, se nyní stále častěji objevují i na univerzitách. Například na UCLA je přístupná HTS laboratoř Molecular Screening Shared Resources (MSSR, UCLA), která může rutinně prověřovat více než 100 000 sloučenin denně. Politika „otevřeného přístupu“ pro ostatní zajišťuje, že výzkumní pracovníci z celého světa mohou toto zařízení využívat bez zdlouhavých jednání o duševním vlastnictví. S knihovnou sloučenin čítající více než 200 000 malých molekul má MSSR jednu z největších knihoven sloučenin ze všech univerzit na západním pobřeží USA. MSSR také disponuje plnými funkčními genomickými schopnostmi (siRNA, shRNA, cDNA a CRISPR), které doplňují úsilí v oblasti malých molekul. Funkční genomika využívá schopnosti HTS k provádění celogenomových screenů, které zkoumají funkci každého genu v kontextu buď vyřazením každého genu („knock out“), nebo jeho nadměrnou expresí („overexpression“). Paralelní přístup k vysoce výkonnému screeningu malých molekul a rozsáhlému screeningu genomu umožňuje výzkumným pracovníkům provádět identifikaci a validaci cíle pro dané onemocnění nebo stanovení způsobu účinku na malé molekule. Nejpřesnějších výsledků lze dosáhnout použitím „arrayed“ funkčních genomických knihoven, tj. každá knihovna obsahuje jeden konstrukt, například jednu siRNA nebo cDNA. Funkční genomika je obvykle propojena s high-content screeningem, např. pomocí epifluorescenční mikroskopie nebo laserové skenovací cytometrie.
Ve Spojených státech amerických vytvořil Národní institut zdraví (NIH) celostátní konsorcium center pro screening malých molekul, která vytvářejí inovativní chemické nástroje pro použití v biologickém výzkumu. Síť center pro výrobu molekulárních knihoven (Molecular Libraries Probe Production Centers Network, MLPCN) provádí HTS na základě testů poskytnutých výzkumnou komunitou a porovnává je s rozsáhlou knihovnou malých molekul uchovávanou v centrálním úložišti molekul.